# Musée intercontinental de l'Esclavage
Ne doit pas être confondu avec le Musée international de l'esclavage à Liverpool (Royaume-Uni).
Le Musée intercontinental de l'Esclavage (en anglais Intercontinental Slavery Museum) est un musée situé à Port-Louis, capitale de Maurice. Consacré à l'histoire de l'esclavage et de l'engagisme, il a ouvert le 4 septembre 2023 et est installé dans l’ancien hôpital militaire de la ville, construit en 1740 dans l’ancienne colonie française.

## Historique

### L'ancien hôpital militaire
Le Musée Intercontinental de l’Esclavage est installé dans l’ancien hôpital militaire de Port-Louis, plus vieil édifice de l'île. Sa création répond alors à l'insuffisance du premier hôpital et son emplacement est choisi pour sa proximité avec le port, afin d'y rapatrier rapidement les soldats ou officiers blessés.
Il est construit entre 1736 et 1740, sous Mahé de Labourdonnais, gouverneur de la colonie française de l’île de France (aujourd'hui Île Maurice). Les travaux sont réalisés par 40 esclaves mozambicains et malgaches et quelques esclaves d’Afrique de l’Ouest appartenant à la Compagnie française des Indes orientales. Une douzaine de maçons indiens et de charpentiers de Pondichéry et de Karikal ont également travaillé sur cette structure.
Dans le bâtiment, les soldats européens sont logés à l'étage tandis que le rez-de-chaussée accueille les esclaves, dans deux petites salles. Entre 1737 et 1744, autant de soldats et ouvriers que d'esclaves sont soignés à l'hôpital militaire. Mais, en 1750, le nombre de captifs malades augmente considérablement : il s'agit pour la majorité de plusieurs centaines d'individus, venant du Sénégal dans un très mauvais état.
À partir de 1782, la variole entraine une hausse exponentielle du nombre de malade. Il est alors décidé de construire un second hôpital spécialement pour les esclaves, afin de les séparer des soldats. Cette décision fut grandement critiquée par les colons.
Sous l'occupation britannique, l'hôpital est transformé en bagne pour les esclaves marrons. Puis, après l'abolition de l'esclavage à Maurice en 1835, il redevient un hôpital civil.

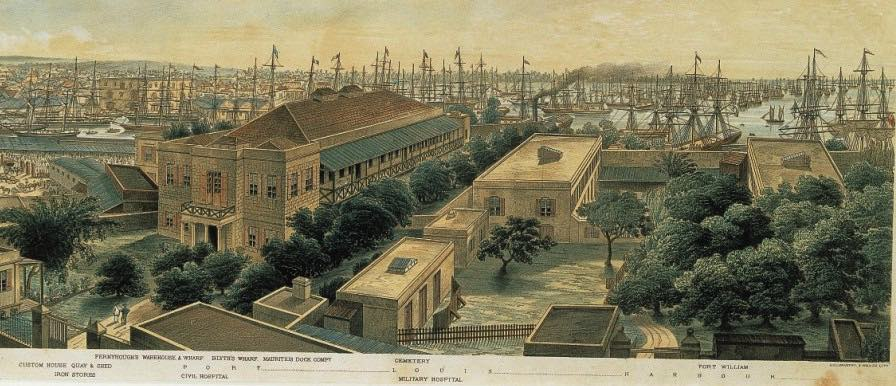
Vue de l'hôpital en 1859 (à droite).

En 1890, le bâtiment est vendu à l’Arabian Dock Company qui l'utilise comme entrepôt frigorifique, bureaux et magasins. Entre 1977 et 2007, il sert de siège à la DWC (Development Works Corporation).
Enfin, son intérêt patrimonial est reconnu en 1999, quand l’hôpital militaire est décrété monument national, reconnaissance reconfirmée en 2003.

### Transformation en musée

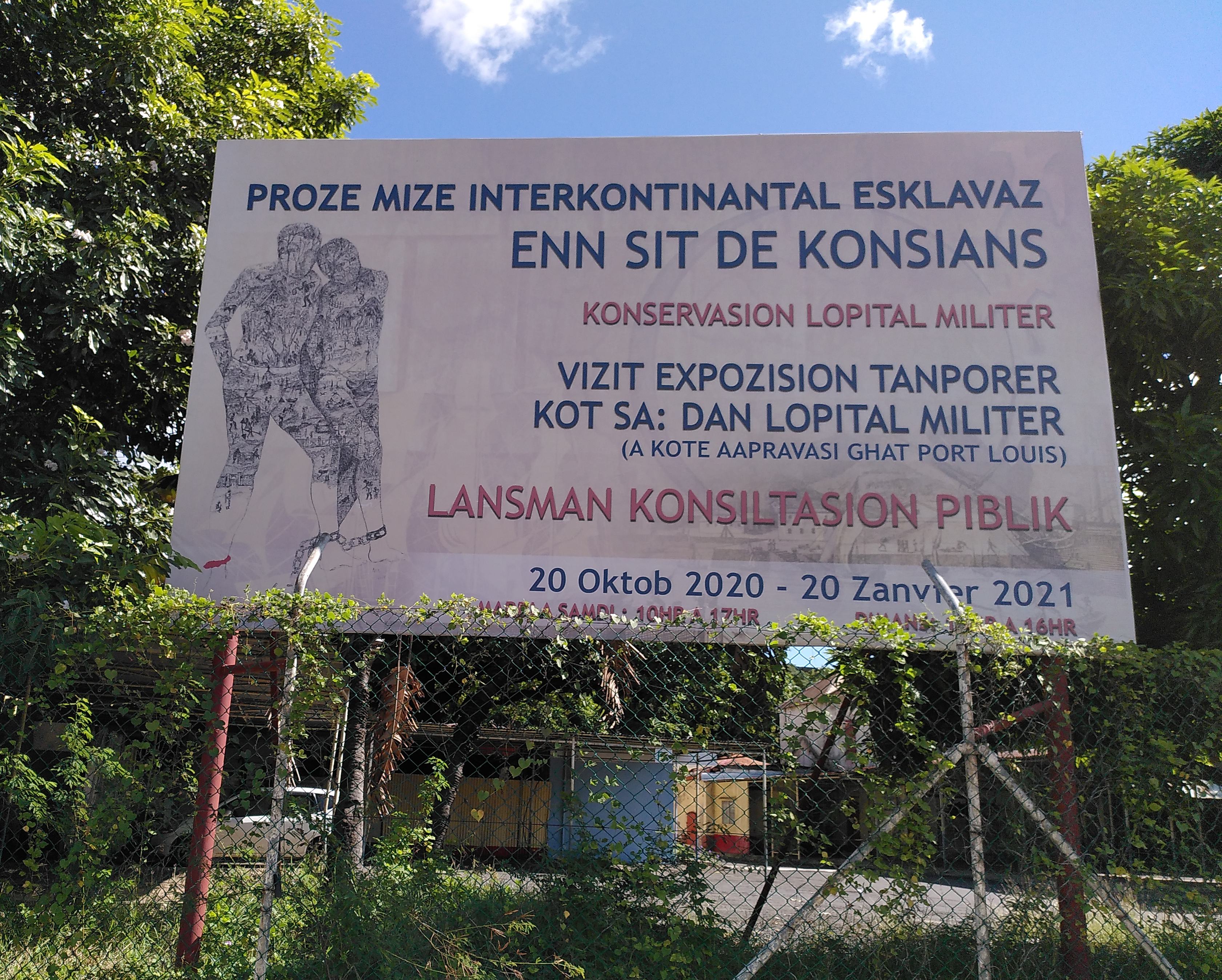
Panneau de présentation du musée en créole mauricien.

En 2011, la Commission Justice et Vérité, créée pour réconcilier la population mauricienne avec son histoire, rend ses travaux et recommande la réhabilitation du bâtiment pour le transformer en musée.
La restauration du bâtiment est financée par le gouvernement mauricien, des dons du loto du patrimoine, ainsi que des contributions de la France, du Japon et des États-Unis. Des chercheurs et des étudiants de l’université de Nantes et du musée d’Aquitaine à Bordeaux ont apporté leur expertise pour l’aménagement des différents espaces du musée.
Le Musée Intercontinental de l’Esclavage ouvre ses portes au public en 2023, douze ans après les travaux de la Commission Justice et Vérité créée pour réconcilier la population mauricienne avec son histoire.
Porté par la société de l'Intercontinental Slavery Museum Limited Mauritius, le musée vise à :
- proposer une expérience unique de tragédie humaine, de résistance et de survie,
- briser les chaînes de legs de l'esclavage pour dévoiler la vérité vers la justice et la réconciliation.

La conceptrice du projet, l’historienne mozambicaine Benigna Zimba, souhaite que le Musée intercontinental de l’esclavage dispose aussi d'antennes dans les pays de peuplement de Maurice.

## Collections
Parmi les pièces exposées se trouvent des objets ayant appartenu aux esclaves (boutons, outils en os, boucles d’oreilles, chapelet), mais surtout les soixante-trois bustes ethnographiques réalisés par Eugène de Froberville en 1846 dans une plantation mauricienne. Ces visages en plâtre moulés sur des esclaves africains originaires du Mozambique, de Tanzanie, des Comores, sont la propriété de la commune de Blois en France et conservés au château. Une convention a été signée entre ISM Mauritius Ltd et Blois pour qu’ils soient exposés à Port-Louis.